# Nordkaptunnelen
Nordkaptunnelen (norsk: Nordkapptunnelen) er en undersøisk vejtunnel under Magerøysundet mellem det norske fastland og Magerøya i Troms og Finnmark fylke i Norge. Bygning af tunnelen påbegyndtes i 1995, og da tunnelen i 1999 åbnedes for trafik, var den med sin længde på 6.875 meter, og dybde på 212 meter under havets overflade, Europas længste undersøiske vejtunnel., men er siden blevet overgået af Ryfylketunnelen. Før tunnelen blev bygget transporterede en færge al trafik mellem Kåfjord og Honningsvåg. Tunnelen, som indtil 2012 var en betalingsvej, er en del af europavej E69 og er opkaldt efter Nordkap, der udgøres af Magerøyas nordligste pynt.
Tunnelen har i begge ender porte, der om vinteren sikrer mod isdannelse i tunnelen (kuldeporte (no)), og automatisk åbner når der kommer biler.
- Tunnelens indre
- Cykel ved en nødtelefon i tunnelen